# Jozef Borreman
Jozef Victor Leo Borreman (Aalst, 6 november 1899 - Oudergem, 15 juli 1980) was een Belgisch politicus voor de CVP. Hij was burgemeester van Aalst.

## Levensloop
Borreman beëindigde zijn humaniora aan het Sint-Jozefscollege in Aalst. Daarna studeerde hij aan de Nijverheidschool in Gent om zich daarna te vestigen als nijveraar in Aalst. Hij was reserve-luitenant in het Belgisch leger en was vanaf 1932 rechter bij de Koopmanshandelsrechtbank. In 1941 werd hij voorzitter van deze rechtbank. Hij was ook bestuurslid en vanaf 1939 voorzitter van de Technische scholen.
Borreman werd in 1947 burgemeester van Aalst. Hij volgde in deze hoedanigheid de socialist Alfred Nichels (BSP) op. In 1953 belandde hij in de oppositie en werd hij opgevolgd door Oscar Debunne (BSP).
In Aalst is een straat naar hem vernoemd, met name de Jozef Borremanstraat.